# Arnoud Jan de Beaufort (1799-1866)
Arnoud Jan de Beaufort (Utrecht, 23 april 1799 – Leusden, 1 juli 1866) was een grootgrondbezitter en politicus.

## Familie
Arnoud Jan de Beaufort was lid van de familie De Beaufort en een zoon van Willem Hendrik de Beaufort (1775-1829) en Cornelia Anna van Westrenen (1777-1839).
Hij genoot een bosbouwkundige opleiding in Duitsland. Op 6 mei 1841 huwde hij Anna Alida Stoop (1812-1885). Zij kregen acht kinderen: zijn oudste zoon was de minister en belangrijke dagboekschrijver Willem Hendrik de Beaufort (1845-1918), zijn jongste burgemeester Arnoud Jan de Beaufort (1855-1929).

## Politiek
De Beaufort was lid van de Provinciale Staten van Utrecht van 1850 tot 1853 namens Amersfoort.

## Grondbezitter
De Beaufort had aandacht voor de agrarische opbrengst van zijn grondbezit. Hij zette zijn aanbevelingen voor de exploitatie van het landgoed op schrift voor zijn vier zonen.
De families De Beaufort en de familie Stoop investeerden vanaf 1775 in de ontginning van woeste gronden in Utrecht. Door de ontginning van de heidevelden en stuifzanden werden zij daarom door de plaatselijke bevolking wel heidevreters genoemd. In het begin van de Franse Tijd werden - tegen door de malaise veroorzaakte spotprijzen - steeds meer hoeven aangekocht. Voor de ontginning van de gronden van de marke Leusderberg was echter toestemming nodig van alle 26 markgenoten vereist. Het recht van hoevebezitters op de markegronden bestond voornamelijk in het plaggen steken. Een van de 26 hoeven was Den Treek.
Na het overlijden van zijn vader Willem Hendrik de Beaufort breidde zoon Arnoud Jan het landgoed Den Treek verder uit. Hij liet echter geen grote stukken heide bebossen omdat de Leusderberg nog niet was verdeeld. Het grondgebruik verschoof in de negentiende steeds meer van landbouw naar bosbouw. De Beaufort experimenteerde op het landgoed met diverse boomsoorten. In 1853 schreef hij zelfs een verhandeling over de houtteelt.

## Na zijn dood
Arnoud Jan had vier zonen die in de tweede helft van de 19e eeuw allen dicht bij elkaar gelegen landgoederen in de provincie Utrecht bewoonden. Na zijn overlijden in 1866 werd Den Treek verdeeld onder zijn vier zonen. Willem Hendrik (1845-1918) kreeg Den Treek, Johannes Bernardus de Beaufort (1847-1924, burgemeester van Woudenberg) erfde onder andere het landgoed Rumelaar en De Hoogt, plus het westelijke deel van Henschoten met de pyramide van Austerlitz. Omdat Arnoud Jan jr. met de eigenares van landgoed Henschoten trouwde, Cornelia Maria Van Asch van Wijck, kwam dit gebied ook in bezit van de familie De Beaufort.